# ساتیماکول ژومان آذروف
ساتیماکول ژومان آذروف (روسی: Сатымкул Джуманазаров؛ ۱۷ سپتامبر ۱۹۵۱ – ۲ آوریل ۲۰۰۷) ورزشکار دو و میدانی اهل اتحاد جماهیر شوروی سوسیالیستی بود.